# پیتر بچو
پیتر بچو (انگلیسی: Peter Bacho؛ زادهٔ: ۱۹۵۰) آموزگار، و نویسنده اهل ایالات متحده آمریکا است.

## زندگی‌نامه
پیتر بچو در سال ۱۹۵۰ متولد شد. پدرش یک مهاجر فیلیپینی است با تحصیلات چهارم ابتدایی؛ مادرش در دوره دبیرستان ترک تحصیل کرد و پیتر از کودکی همراه با پدر و مادر خود در اردوگاه کارگران مهاجر کار می‌کرد و از زراعت امرار معاش می‌کردند.

## آثار و فعالیت‌ها
پیتر بچو با کتاب رمان خود به نام سبو مشهور شد و جایزه انجمن قلم آمریکا را به دست آورد. کتاب او به عنوان ادبیات آمریکایی فیلیپین به دلیل کاوشهایش در موضوعاتی نظیر استعمار نو و هویت فیلیپینی-آمریکایی تعریف شده‌است. بچو همچنین جایزه نویسندگان واشینگتن را برای مجموعه ای از داستان‌های طلایی آبی به دست آورد. بسیاری از کتابهای بچو اندوخته تجربیات فیلیپینی‌ها در ایالات متحده است. او خود را یک «نویسنده قدیمی فیلیپینی» می‌داند. بچو در دپارتمان برنامه مطالعات آزاد کالج ایالتی اورگرین تدریس می‌کند. او همچنین مربی هنرهای میان رشته‌ای و علوم در دانشگاه دولتی تاکوما در واشینگتن است